# Tricladium malaysianum
Tricladium malaysianum är en svampart som beskrevs av Nawawi 1974. Tricladium malaysianum ingår i släktet Tricladium och familjen Helotiaceae.   Inga underarter finns listade i Catalogue of Life.